# Batman
Batman (jego alter ego – Bruce Wayne) – fikcyjna postać (superbohater) znany z licznych serii komiksowych, wydawanych przez DC Comics, oraz z różnych adaptacji związanych z tą postacią. Po raz pierwszy postać Batmana pojawiła się w czasopiśmie komiksowym Detective Comics vol. 1 #27 w maju 1939 roku. Postać Batmana została stworzona wspólnie przez Boba Kane’a i Billa Fingera, lecz przez wiele lat tylko Kane był oficjalnie podawany jako autor. W zamyśle twórców Batman miał być pogromcą przestępczości, powstałym z kombinacji cech różnych bohaterów magazynów pulpowych i filmów. Bob Kane wzorował się przede wszystkim na Zorro, którego znał z oglądanej w młodości ekranizacji jego przygód, zatytułowanej Znak Zorro (The Mark of Zorro) z 1920 roku (stamtąd zaczerpnął ideę zamaskowanego mężczyzny jakim był Bruce Wayne). Innymi inspiracjami były dla niego Shadow i Drakula z filmowej adaptacji z 1931 (idea mrocznej postaci), postać złoczyńcy z filmu The Bat Whispers z 1930 roku (idea kostiumu nietoperza, idea bat-sygnału), Sherlock Holmes (idea błyskotliwego detektywa i stratega), jak również szkice skrzydłowca autorstwa Leonarda da Vinci. Imię alter ego Batmana – Bruce zostało zainspirowane postacią króla Szkocji Roberta I Bruce’a, zaś nazwisko rodowe – Wayne pochodzi od bohatera rewolucji amerykańskiej – Anthony’ego Wayne’a. Oryginalnie był nazywany „The Bat-man” lub „The Batman”, w Polsce znany również jako „człowiek-nietoperz”, posiada także przydomki: The Caped Crusader (Krzyżowiec w pelerynie), The Dark Knight (Mroczny Rycerz), oraz The World’s Greatest Detective (Najlepszy Detektyw Świata).
Batman obok Supermana należy do najbardziej znanych postaci komiksowych. Obaj są superbohaterami, których zadaniem jest walka ze złem i pomoc ludziom. Batman nie posiada żadnych nadludzkich mocy, swoje zdolności zawdzięcza treningowi fizycznemu, unikalnym gadżetom i pojazdom. W komiksowym uniwersum DC uchodzi za najwybitniejszego detektywa. Pilnuje porządku w rodzinnym mieście Gotham City.
Znany jest również z licznych seriali aktorskich i animowanych, filmów fabularnych i gier komputerowych, bazujących na komiksach. Pierwszy raz na ekranie pojawił się w 15-odcinkowym serialu kinowym Batman z 1943 roku, gdzie w tytułową postać wcielił się Lewis Wilson. W kontynuacji serialu, pod tytułem Batman and Robin z 1949 roku miejsce Wilsona zajął Robert Lowery. W serialu telewizyjnym z lat sześćdziesiątych oraz w filmie Batman zbawia świat (Batman: The Movie) w rolę człowieka-nietoperza wcielił się Adam West. W dwóch filmach w reżyserii Tima Burtona: Batman z 1989 roku oraz Powrót Batmana (Batman Returns) z 1992 roku tytułową postać zagrał Michael Keaton, natomiast w kontynuacjach (reżyserowanych odtąd przez Joela Schumachera), Batmana zagrali kolejno: Val Kilmer w Batman Forever z 1995, oraz George Clooney w Batman i Robin (Batman and Robin) 1997 roku. W trylogii Mrocznego Rycerza (The Dark Knight) w reżyserii Christophera Nolana w postać Batmana wcielił się Christian Bale. W sequelu Człowieka ze Stali (Man of Steel) pod tytułem Batman v Superman: Świt sprawiedliwości (Batman v Superman: Dawn of Justice) z 2016 roku, nowym odtwórcą Batmana został Ben Affleck. W serialu telewizyjnym Gotham w rolę młodego Bruce’a Wayne’a wcielił się młody aktor David Mazouz, a w filmie Batman (The Batman) z 2022 rolę tytułową zagrał Robert Pattinson. Natomiast w serialu animowanym Batman (Batman: The Animated Series), oraz w jego kontynuacjach, a także grze komputerowej Batman: Arkham Asylum głosu postaci Batmana użyczył aktor Kevin Conroy.
W 2000 roku w Warszawie odnalazł się pierwszy amerykański numer komiksu o Batmanie. Jego właściciel kupił go podczas pobytu w USA w 1939 roku i od powrotu do Polski przechowywał w domu, po czym sprzedał jednemu z warszawskich sklepów z komiksami. Tego typu komiks jest wart ok. 150 tysięcy dolarów i jest jedynym takim znaleziskiem w Europie, co potwierdziło – podobnie jak autentyczność komiksu – jego amerykańskie wydawnictwo.
Batman został uznany za największego superbohatera wszech czasów przez magazyn SFX.

## Opis postaci
Bruce Wayne był spokojnym, szczęśliwym dzieckiem pary miliarderów. Rodzice nie rozpieszczali go, obdarzając mądrą miłością. Pewnego wieczoru wybrali się we trójkę do kina na seans filmu Zorro (w wersji filmowej był to teatr). Po skończonym spektaklu udawali się do domu, gdy nagle zza rogu wyłonił się bandyta, zażądał pieniędzy i biżuterii, a gdy Wayne’owie stawili opór, ten zabił ich bez skrupułów na oczach chłopca.
To wydarzenie odmieniło dalsze życie Bruce’a. Zaczął trenować umysł i ciało. Wrócił do rodzinnego miasta, by chronić je przed bandytami.

## Umiejętności i wyposażenie

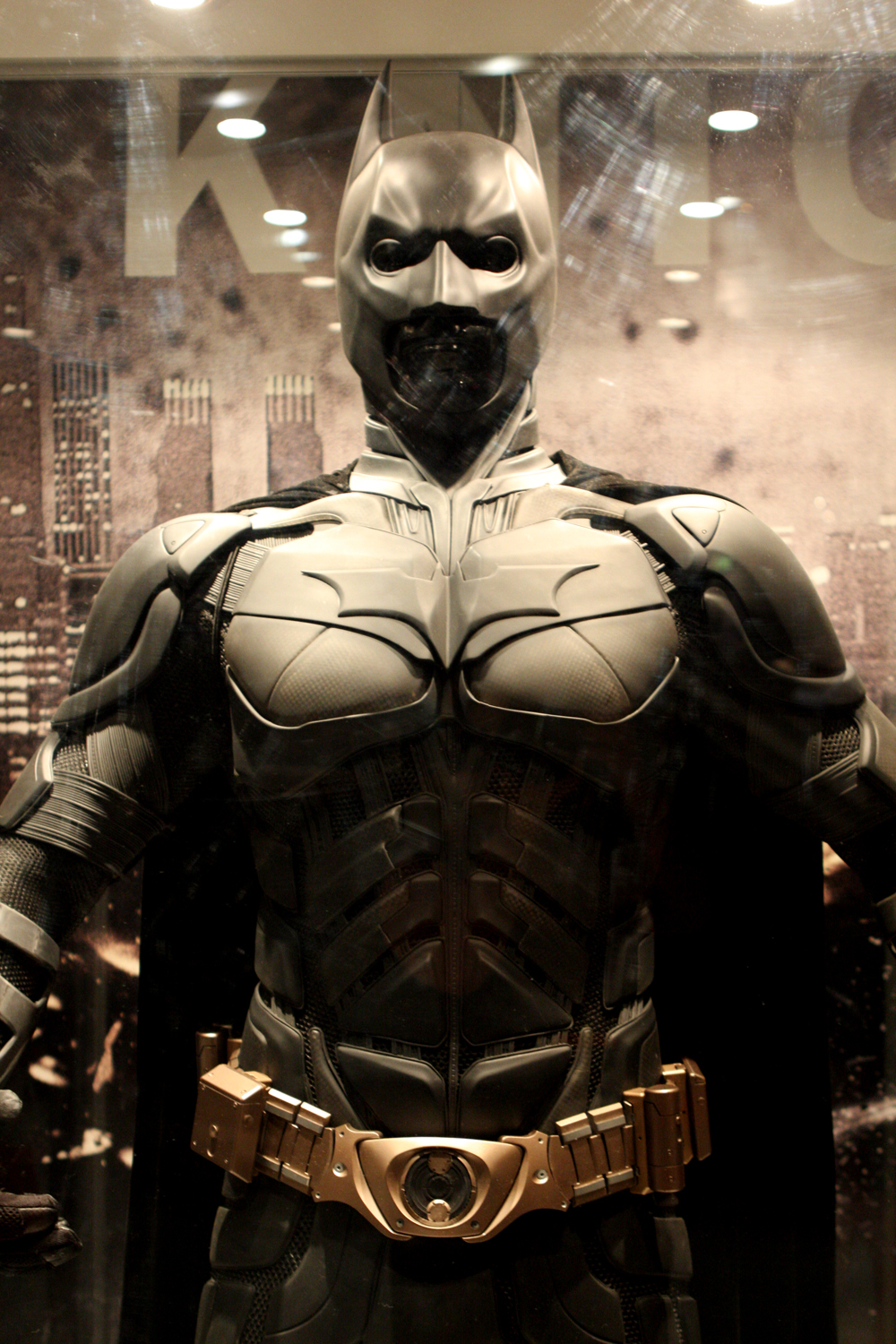
Kostium Batmana z filmu Mroczny Rycerz powstaje (The Dark Knight Rises).

Batman w odróżnieniu od wielu innych superbohaterów nie posiada żadnych nadprzyrodzonych mocy. Ich rolę pełni wysoka inteligencja i znakomita kondycja fizyczna, znajomość psychologii (np. wykorzystywanie mrocznego wizerunku mściciela i teatralności w celu zyskania przewagi psychologicznej nad przeciwnikiem lub wymuszenia od niego zeznań), kryminalistyki (znajomość metod i technik śledczych, przydatnych np. przy rozwiązywaniu zagadek Riddlera), strategii, sztuk walki (znajomość ponad 127 różnych stylów, w tym skoncentrowanych na uderzeniach m.in.: boks klasyczny, boks francuski, boks tajski, capoeira, style karate np. Shōtōkan i Gōjū-ryū, style wushu np. Wing Chun, oraz skoncentrowanych na chwytach m.in.: judo, brazylijskie jiu-jitsu i sambo, a także z wykorzystaniem broni białej np. szermierka), znajomość wielu języków oraz korzystanie z różnych fikcyjnych osobowości (np. Matches Malone).
Początkowo Batman używał broni palnej, a nawet zabijał swoich oponentów. Dopiero, kiedy w 1940 roku redaktorem komiksów o przygodach tej postaci został Whitney Ellsworth, Batman zaczął posługiwać się kodeksem moralnym, który zabraniał mu zabijać i korzystać ze śmiercionośnej broni. Odtąd, aby móc prowadzić swoją krucjatę ze zbrodnią, Batman zaczął posługiwać się wyłącznie gadżetami i wysoce zaawansowaną technologią. Z lubością, nazywając swoje wynalazki, dodaje przedrostek bat- (ang. nietoperz), np. batlina, batmobil.

## Wrogowie Batmana

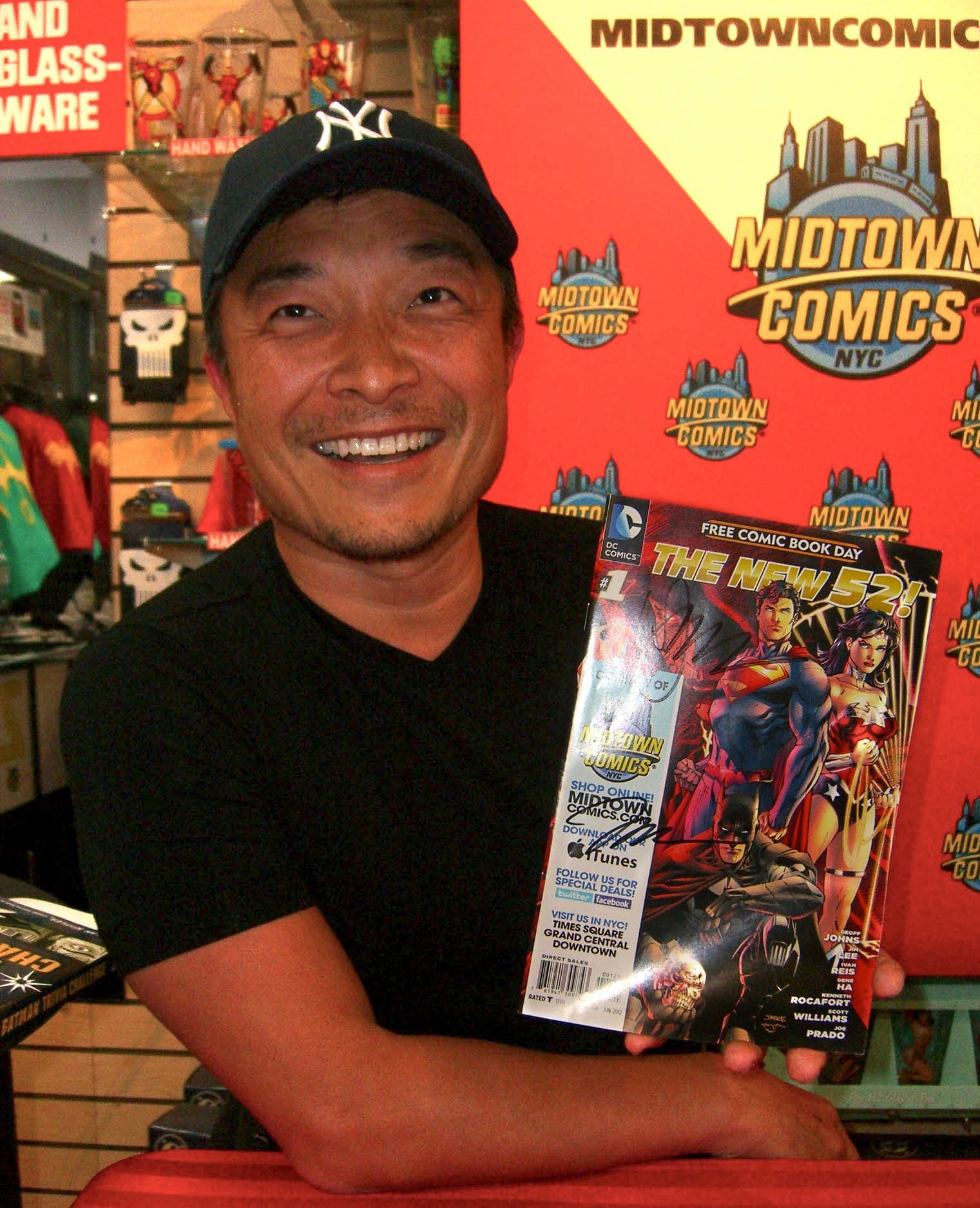
Rysownik Jim Lee w sklepie komiksowym Midtown Comics na Manhattanie (Nowy Jork), trzymający komiks DC ze swoim autografem. Na okładce widać Batmana, Supermana i Wonder Woman.

- Joker – psychopatyczny seryjny morderca i socjopata, o białej skórze i szyderczym uśmiechu (przez co przypomina klauna). W dokonywaniu morderstw wykorzystuje zazwyczaj trucizny, której stadium działania rozpoczyna się od wywołania histerycznego śmiechu, a kończy się na śmierci ofiary z charakterystycznym uśmiechem na twarzy. Jego prawdziwa tożsamość nie jest znana. Odpowiedzialny jest za kalectwo Barbary Gordon (pierwszej Batgirl) i śmierć Jasona Todda (drugiego Robina). Większość czasu spędza zamknięty w zakładzie Arkham, z którego jednak nieustannie ucieka. Posiada wspólniczkę, Harley Quinn, która niegdyś była jego psychiatrą. Arcy-wróg i najbardziej rozpoznawalny przeciwnik człowieka-nietoperza.
- Harvey Dent/Dwie Twarze (ang. Two-Face) – niegdyś przyjaciel Bruce’a i prokurator w Gotham City, który po oszpeceniu połowy twarzy stał się pozbawionym wszelkich skrupułów przestępcą. Ma obsesje na punkcie dualizmu. Wszystkie decyzje podejmuje poprzez rzut monetą. W historii Batman: Hush po operacji powrócił na dobrą drogę, jednak później ponownie zwrócił się ku przestępczości.
- Oswald Chesterfield Cobblepot/Pingwin (ang. Penguin) – przestępca, czasami szef mafii. Nazywany Pingwinem z powodu niskiego wzrostu, wielkiego nosa i sporej tuszy. Jego znakami rozpoznawczymi są cylinder, parasole, w których ukrywa swoje bronie (karabin, gaz, etc.) i umiłowanie do ptaków. W przeciwieństwie do większości wrogów Batmana, jest całkowicie zdrowy psychicznie. W filmowej wersji Tima Burtona jest o wiele bardziej dramatyczną postacią – urodzony z trzema palcami został wyrzucony do kanałów przez bogatych rodziców, którzy się go wstydzili, odnaleziony i wychowany przez cyrkowców wraca po latach, aby się zemścić chcąc uśmiercić dzieci najbogatszych ludzi w Gotham City. Wersja Pingwina z trzema palcami była później wykorzystywana w serialach animowanych i niektórych komiksach (np. Batman: Długie Halloween).
- Edward E. Nigma/Edward Nashton/Człowiek-Zagadka (ang. Riddler) – przestępca z ogromnym IQ i obsesją na punkcie zagadek, które zostawia na miejscu zbrodni bądź wysyła do Batmana szyfrując w nich gdzie znowu uderzy (często mający też zagadko-tematyczne pułapki) – obecnie zreformowany.
- Selina Kyle/Kobieta-Kot (ang. Catwoman) – włamywaczka z zamiłowaniem do luksusu. Nosi strój kota. Jest dobrą akrobatyką i mistrzynią sztuk walki. Mimo iż tradycyjnie jest uważana za złoczyńcę, coraz częściej przedstawia się ją jako antybohaterkę, a w obecnym uniwersum (New 52) została nawet członkiem Justice League. Zarówno w komiksach, jak i różnego rodzaju adaptacjach ukazywany jest jej romans z Batmanem.
- Ra’s al Ghul – terrorysta w imię ideałów dążący do zniszczenia Gotham. W komiksach nieśmiertelny – odradza się okresowo dzięki alchemicznym kąpielom w tzw. Jamach Łazarza[14].
- Jonathan Crane/Strach na Wróble (ang. Scarecrow) – mający obsesje na punkcie lęków psycholog, posługujący się gazem wywołującym u ludzi halucynacje przedstawiające ich najgorsze koszmary.
- Arnold Wesker/Brzuchomówca & Scarface (ang. Ventriloquist and Scarface) – spokojny człowiek, z zawodu brzuchomówca, który jest podporządkowany swojej drugiej osobowości, którą jest lalka-gangster imieniem Scarface.
- Dr. Pamela Lilian Isley/Trujący Bluszcz (ang. Poison Ivy) – była botaniczka, która stała się hybrydą człowieka i rośliny. Posiada moc chlorokinezy (kontroli roślin), którą wykorzystuje w swojej przestępczej działalności.
- Victor Fries/Mr.Freeze – Pozbawiony wszelakich uczuć, emocji i wyposażony w technologię zdolną zamrażać wszystko na około naukowiec, desperacko szukający lekarstwa dla swojej pogrążonej w śpiączce żony.
- Jervis Tetch/Szalony Kapelusznik (ang. Mad Hatter) – potrafiący za pomocą specjalnych kapeluszy kontrolować ludzkie umysły osobnik, uważający się za jedną z postaci z powieści „Alicja w krainie czarów”.
- Victor Zsasz/Zsasz – morderca odznaczający ofiary nożem na swoim ciele.
- Waylon Jones/Killer Croc – mężczyzna cierpiący na chorobę skóry, przypominający krokodyla.
- Roman Sionis/Black Mask – bezduszny gangster, skrywający swą twarz pod czarną maską przypominającą ludzką czaszkę, która w wyniku wypadku na stałe przywarła do jego skóry, chcący zemścić się na Batmanie.
- Garfield Lynns/Firefly – psychopatyczny piroman. Wyposażony w specjalny ognioodporny kombinezon i miotacza ognia stał się postrachem Gotham znanym jako Firefly (świetlik).
- Thomas „Tommy” Elliot/Hush – przyjaciel Bruce’a z dzieciństwa. Znakomity chirurg i mistrz strategii oraz manipulacji. Główny przeciwnik bohatera w historii Batman: Hush.
- Bane – Niezwykle przebiegły, a zarazem nadludzko silny, dzięki specjalnemu dożylnie podawanemu sterydowi o nazwie „jad”. Urodził się na niewielkiej karaibskiej wyspie. W historii Knightfall pokonał Batmana, łamiąc mu kręgosłup (ogłosił się wówczas „Człowiekiem, który złamał nietoperza”). Przez wielu uważany za najgroźniejszego przeciwnika, z jakim Batmanowi przyszło się zmierzyć. Były członek takich organizacji przestępczych jak Secret Six, Suicide Squad, Secret Society of Super-Villains. W adaptacjach, w których się pojawiał był przedstawiany w najróżniejszy sposób: od ociężałego umysłowo pomagiera innych złoczyńców (Batman i Robin), po wysoce inteligentnego i muskularnego (jednak nie używającego znanego z komiksów „jadu”) terrorysty (Mroczny Rycerz powstaje).
- Clayface(inne języki) – przestępca mający zdolność zmieniania kształtów. W komiksach i serialach były różne wersje jego pochodzenia i alter ego: Basil Karlo, Matt Hagen, Preston Payne, Sondra Fuller, Cassius „Clay” Payne i Dr Malley.
- Mitchell Mayo/Condiment King – złoczyńca noszący na plecach dwie butle z rozmaitymi sosami, którymi może za pomocą dwóch pistoletów tryskać we wrogów. W następnych publikacjach jego przyprawy wywoływały szok anafilaktyczny.
- Amadeusz Arkham – założyciel słynnego Azylu Arkham, który stał się jego więźniem, popadł w depresję i zaczął przejawiać oznaki obłąkania, ostatecznie schodząc na złą drogę.
- Floyd Lawton/Deadshot – strzelec wyborowy i jeden z najlepszych na świecie zabójców na zlecenie.
- Talia al Ghul – młodsza córka Ra’s al Ghula, późniejsza kochanka Batmana.
- Dr. Harleen Frances Quinzel/Harley Quinn – niegdyś psychiatra, do szaleństwa zakochała się w Jokerze i stała się jego asystentką. Postać zapożyczona z serialu animowanego Batman (Batman: The Animated Series).
- Prometheus III – Złoczyńca, którego geneza jest mrocznym odbiciem narodzin Batmana. Jako dziecko był świadkiem śmierci swoich rodziców (pospolitych przestępców), którzy zostali zastrzeleni przez policję podczas próby zatrzymania. Po tej tragedii poprzysiągł walczyć ze wszelką formą sprawiedliwości. Podobnie jak Bruce podróżował po świecie nabywając umiejętności, aby móc dopełnić złożonej przysięgi. Jego tożsamość nie jest znana. Często określający się mianem anty-Batmana.
- Warren White/The Great White Shark cierpiący na poważne odmrożenia ciała, przebiegły bandyta o zdeformowanej twarzy przypominającej czaszkę.
- Mortimer Kadaver – hipnotyzer i sadysta.
- Cornelius Stirk – szaleniec wyrywający serca swym ofiarom.
- Val Kaliban/Spook – mistrz ucieczek.
- Page Monroue/Kalendarzowa Dziewczyna (ang. Calendar Girl) – była modelka, popadła w depresję, gdy zwolniono ją z powodu wieku. Od tamtej pory nosiła maskę i nie pozwalała nikomu oglądać swej twarzy (mimo że była piękna, uważała, że jest najbrzydsza na świecie). Łapała projektantów, którzy jej zaszkodzili w karierze modelki.
- Philo Zeiss/Zeiss – mogący naśladować style walki, swoich przeciwników.
- Alex Sartorius/Dr Phosphorus – enigmatyczny, mogący spalić wszystko dotykiem, radioaktywny.
- Lonnie Machin/Anarky – nastoletni geniusz, ślepo wierzący w anarchizm, nienawidzący kapitalizmu, mający jednak chęci pomagania poszkodowanym przez „system”. Tworzy improwizowane gadżety w celu obalenia rządu.
- Julian Gregory Day/Calendar Man – zafascynowany datami i kalendarzami, popełniający zbrodnie związane z wybraną przez siebie datą.
- Derek Mitchel/Corrossive Man – składający się z żrącego kwasu.
- Maximillian Zeus/Maxie Zeus – przestępca uważający siebie za Wszechmogącego Zeusa, były magnat przedsiębiorstwa międzymorskiego.
- Cyrus Gold/Solomon Grundy – Cyrus Gold, dziewiętnastowieczny kupiec, który został zamordowany, a jego ciało wrzucono do Slaughter Swamp, nieopodal Gotham City. Po powrocie do świata żywych zmienił się w niewyobrażalnie silne zombie, znane jako Solomon Grundy.
- Kirk Langstrom/Man-Bat – zoolog Gotham, który po wypadku stał się hybrydą nietoperza z człowiekiem.
- KGBeast i NKVDemon – dwaj sowieccy płatni zabójcy.
- Noah Kuttler/Calculator – posiadający ogromną moc informatyczną, będący w stanie analizować styl walki i moc przeciwnika.
- Nyssa Raatko/Nyssa al Ghul – starsza córka Ra’s al Ghula, mistrzyni strategii.
- Jeffrey Franklin Burr/KOBRA – przywódca tajemniczego kultu, doskonały strateg i mistrz w sztukach walki.
- Copperhead – osobnik upodabniający się do węża.
- Thomas Blake/Catman – niegdyś światowej sławy bogacz i myśliwy polujący na wielkie koty, któremu znudziło się polowania na zwierzęta i zaczął polować na ludzi, jako Catman. Później członek Secret Six.
- Owlman – zły odpowiednik Batmana. W uniwersum DC przed Kryzysem na Nieskończonych Ziemiach pochodził z równoległego wymiaru o nazwie Ziemi-Trzy. Świat, w którym odpowiedniki superbohaterów na naszej Ziemi są superprzestępcami, a odpowiedniki superprzestępców są superbohaterami (mają podobny wygląd, biografie i imiona) Jego wersja z komiksów wydawanych po Kryzysie pochodzi ze świata antymaterii. Członek Amerykańskiego Syndykatu Zbrodni (Crime Syndicate of America), złego odpowiednika Ligi Sprawiedliwości. Owlman czyli Człowiek Sowa nosi podobny kostium i ma taki sam styl. Jest bardzo niebezpieczny, bo ma wszystkie cechy Batmana, z wyjątkiem bycia dobrym. Walka z nim jest wyrównana. Łatwo przewiduje poczynania Batmana, zanim ten wprowadzi je w życie. Jednocześnie, dla Batmana jest nieprzewidywalny.
- Trybunał Sów (ang. Court of Owls) – wprowadzona do New 52 organizacja przestępcza (tajne stowarzyszenie), uważana za gothamską miejską legendę, a która w rzeczywistości rządzi miastem od wieków. Złożony z członków najstarszych i najbardziej wpływowych rodzin miasta, Trybunał nie waha się stosować przemocy aby osiągnąć swoje cele. Ich zbrojnym ramieniem są świetnie wyszkoleni zabójcy nazywani Szponami (ang. Talons).
- Otis Flannegan/Ratcatcher – mogący kontrolować za pomocą specjalnych rękawic szczury.
- Lazlo Valentin/Professor Pyg
- Sal „The Boss” Maroni – był szefem rodzinny mafijnej Maronich, która działa w początkowych latach działalności Batmana. Odpowiedzialny za oszpecenie kwasem prokuratora okręgowego Harveya Denta, przyczyniając się tym samym do jego przemiany w bezwzględnego Two-Face’a. Maroni został zabity przez Holidaya (Alberto Falcone).
- Carmine „The Roman” Falcone – głowa rodziny mafijnej, która przez wiele lat rządziła przestępczym światkiem Gotham City. Czołowa postać w historiach Batman: Rok Pierwszy oraz Batman: Długie Halloween. Został zabity przez Two-Face’a.
- Humphry Dumpler/Humpty Dumpty -Przestępca z obsesją na punkcie rozbierania i montowania rzeczy z powrotem.
- Jason Todd/Red Hood – jest to drugi Robin, zabity przez Jokera. Wkrótce jednak został wskrzeszony, przyjął tożsamość Red Hood i zaczął przestępcze życie.
- Slade Wilson/Deathstroke – nieudany eksperyment wojskowy, bardzo utalentowany w walce wręcz, godny przeciwnik Batmana, jedynym celem Slade’a jest jego pokonanie. Płatny zabójca.
- Shiva – jedna z najlepszych zabójczyń na świecie, należąca do Ligi Zabójców Ra'sa al
- Lynx – nowa liderka Ghost Dragon. Miała romans z Red Robinem. Utalentowana w walce mieczem.
- Stałym miejscem pobytu większości z wrogów Batmana jest Arkham Asylum.

## Pomocnicy Batmana
Batman jest typowym indywidualistą i najczęściej samotnie toczy swoją batalię przeciwko złu. W czasie swojej kariery miał jednak różnych sprzymierzeńców.

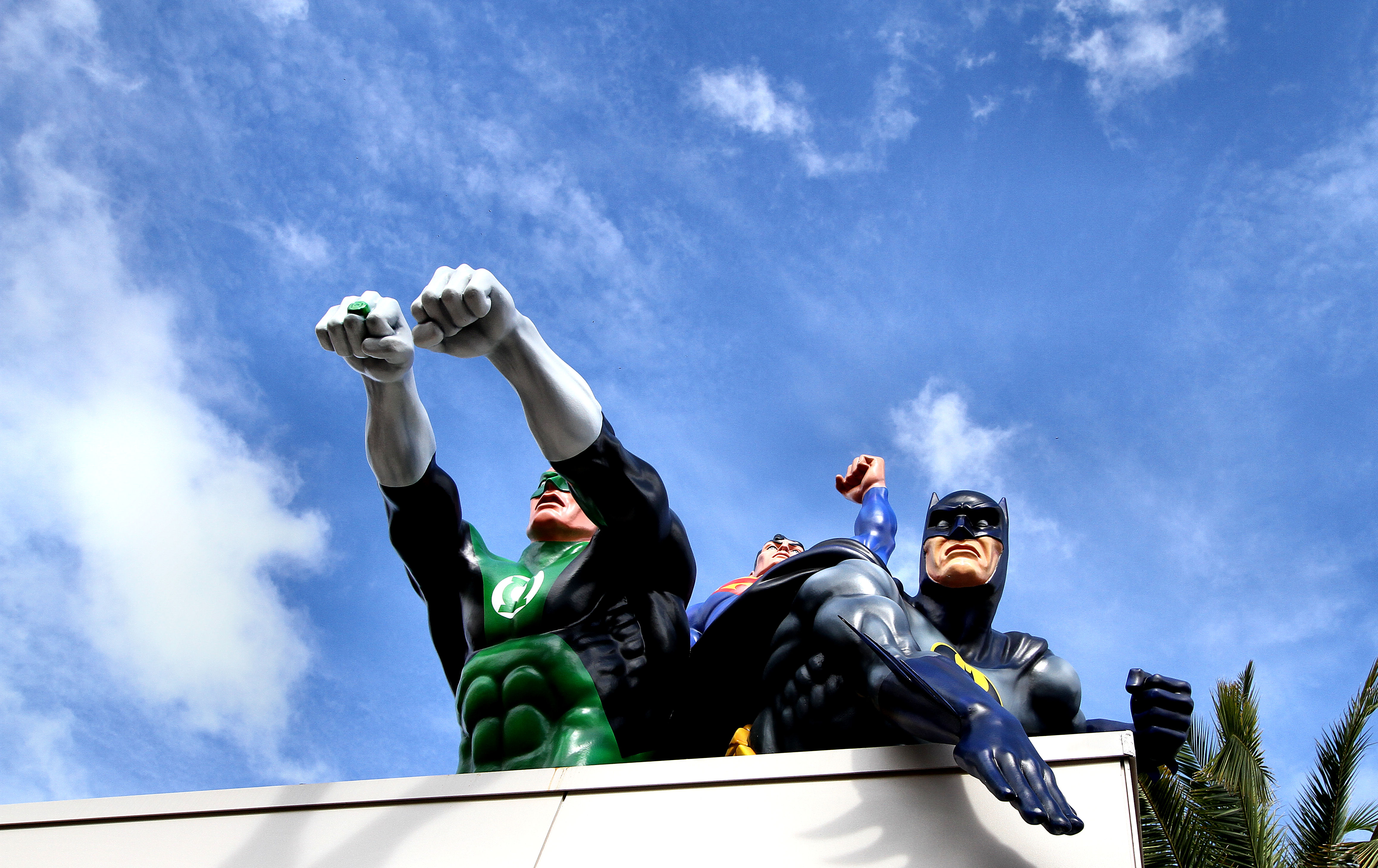
Batman jest obok Supermana jednym z najbardziej rozpoznawalnych superbohaterów DC Comics. Dekoracja z parku tematycznego Warner Bros. Movie World w Gold Coast w Australii.

### Wciąż współpracujący
- Alfred Pennyworth – Kamerdyner rodziny Wayne’ów, który wychował Bruce’a po śmierci jego rodziców. Jest jedną z najbardziej zaufanych osób z otoczenia Batmana.
- Robin I/Nightwing/Richard „Dick” Grayson – Pierwszy Robin. Pochodzi z rodziny cyrkowych akrobatów. Po zamordowaniu rodziców przez gangstera – Tony’ego Zucco, został zaadoptowany przez Bruce’a Wayne’a. Kiedy dorósł rozpoczął działalność na własną rękę jako Nightwing w Blüdhaven, później działał także w Nowym Jorku. Po śmierci Bruce’a został nowym Batmanem.
- Robin II/Red Hood II/'Jason Todd' – drugi pomocnik Batmana, który został zamordowany przez Jokera, ale  zmartwychwstał  przez Talie al Ghul i postanowił zostać zabójcą, bo myślał, że Batman go zostawił z Jokerem naumyślnie ( w serii Batman Arkham Jason występuje jako Rycerz Arkham i chce zabić Batmana, ale mu to nie wychodzi i poznaje prawdę o jego śmierci).
- Robin III/Red Robin/Timothy „Tim” Drake – Po śmierci Jasona Todda został trzecim Robinem. Po tym jak jego rodzina została zamordowana zaadoptował go Bruce Wayne. Obecnie Tim przyjął pseudonim Red Robin Możemy się dowiedzieć z serii Batman arkham, że Tim jest z Barbarą Gordon kiedy jest jeszcze Robinem.
- Robin VI/ Damian Wayne(inne języki)- Czystej krwi syn Bruce’a Wayne’a i Talii al Ghul. W dzieciństwie wychowywany przez Ligę zabójców. Niestety kiedy był młodym Robinem w Batman vs Robin zaufał nie tej osobie i musiał walczyć z wrogiem bez Batmana w jaskini.
- Batgirl I/Oracle/Barbara Gordon – Bratanica szefa policji w Gotham, Jamesa Gordona. Pierwsza Batgirl. Obecnie Barbara jest sparaliżowana od pasa w dół w wyniku postrzału w kręgosłup, za który odpowiedzialny jest Joker. Kontynuowała walkę z złoczyńcami wspierając Batmana i jego sojuszników jako Oracle. Była członkini żeńskiej drużyny Birds of Prey.
- Huntress II/Helena Bertinelli(inne języki) – Córka bossa gothamskiej mafii, której cała rodzina została wymordowana. Postanowiła walczyć z przestępczością jako samozwańczy mściciel, o pseudonimie Huntress. Działała jako jedna z agentek Oracle w Birds of Prey.
- James „Jim” Gordon – Komisarz policji w Gotham City. Pochodzi z Chicago, po przybyciu do Gotham, wraz z początkującym Batmanem musiał stawić czoła korupcji w szeregach tutejszej policji (GCPD). Po rezygnacji skorumpowanego komisarza, Gilliana B. Loeba, Gordon został mianowany porucznikiem, a później sam został komisarzem. Jeden z pierwszych sprzymierzeńców człowieka-nietoperza. Miał też spokrewnioną Barbare Gordon. Kiedy Bruce spotkał Jima wtedy policja go zabrała od mordercy po śmierci rodziców Bruce’a.
- Lucius Fox – Bliski współpracownik Bruce’a Wayne’a, dyrektor Wayne Enterprises. Twórca większości sprzętu używanego przez Batmana.
- Jason Bard – Prywatny detektyw, z którego usług korzystał także Batman. Przez pewien czas romansował z Barbarą Gordon.
- Toyman III/Hiro Okamura(inne języki) – Japończyk, nastoletni geniusz mechaniki, który pomaga Batmanowi i Supermanowi.

### Nieaktywni lub działający indywidualnie
- Azrael/Jean Paul Valley
- Batgirl III/Cassandra Cain
- Batwoman I/Kathy Kane
- Batwoman II/Kate Kane
- Catwoman/Selina Kyle
- Catwoman II/Holly Robinson
- Harold Allnut
- Onyx/Onyx Adams
- Orpheus/Gavin King
- Sasha Bordeaux
- Spoiler/Batgirl III/Robin IV/Stephanie Brown
- Tarantula II/Catalina Flores
- Carrie Kelley/Robin z komiksu Powrót Mrocznego Rycerza

## Komiksy o Batmanie wydane w Polsce

### Serie zeszytowe
- Batman (TM-Semic 1990–1997) – 82 zeszyty
- Batman & Superman (TM-Semic 1997–1998) – 15 zeszytów
- Superman/Batman (Dobry Komiks 2005) – 3 zeszyty

### Wydania zbiorcze i albumowe
- Przysięga zza grobu (Beta Books 1991)
- Batman powraca (TM-Semic 1992)
- Batman versus Predator (TM-Semic 1993)
- Batman/Judge Dredd: Sąd nad Gotham (TM-Semic 1993)
- Batman: Miecz Azraela (TM-Semic 1994)
- Batman: Venom (TM-Semic 1994)
- Batman Forever (TM-Semic 1995)
- Batman versus Predator II: Bloodmatch (TM-Semic 1996)
- Batman: Black & White (TM-Semic 1997) – 2 tomy
- Batman & Robin (TM Semic 1997)
- Batman versus Predator III: Więzy krwi (TM-Semic 1999)
- Batman: Halloween (TM-Semic 1999)
- Uśmiech śmierci (Egmont 1999) – 2 tomy
- Powrót Mrocznego Rycerza (Egmont 2002)
- Mroczny Rycerz kontratakuje (Egmont 2002) – 3 tomy
- Batman: Rok pierwszy (Egmont 2003)
- Batman: Black & White II (Egmont 2003) – 2 tomy
- Batman: Ego (Egmont 2003)
- Zagłada Gotham (Egmont 2004)
- Gotham w świetle lamp gazowych (Egmont 2004)
- Azyl Arkham: Poważny dom na poważnej ziemi (Egmont 2005)
- Batman: Hush (Egmont 2005–2006) – 2 tomy
- Spawn / Batman (Mandragora 2006)
- Batman: Rozbite miasto (Egmont 2007)
- Batman i syn (Egmont 2008)
- Batman i Robin: Cudowny chłopiec (Egmont 2009)
- Batman: Co się stało z Zamaskowanym Krzyżowcem? (Egmont 2010)
- Joker (Egmont 2011)
- Batman: Zabójczy żart (Egmont 2012)
- Batman: Najlepsze opowieści (Egmont 2012)
- Batman: Nawiedzony rycerz (Egmont 2012)
- Batman: Długie Halloween (Mucha Comics 2013)
- Batman: Człowiek, który się śmieje (Egmont 2014)
- Catwoman: Rzymskie wakacje (Mucha Comics 2014)
- Batman: Mroczne zwycięstwo (Mucha Comics 2014)
- Batman: Ziemia Jeden (Egmont 2015)
- Kryzys tożsamości (Egmont 2015)
- Batman: Mroczne odbicie (Egmont 2015)
- Legendy Mrocznego Rycerza (Mucha Comics 2015)
- Luthor (Egmont 2015)
- Batman: Narodziny demona (Egmont 2015)
- Trójca (Egmont 2015)
- Nowa granica (Egmont 2015)
- Gotham Central
  - Tom 1: Na służbie (Egmont 2016)
  - Tom 2: Klauni i szaleńcy (Egmont 2016)
  - Tom 3: W obłąkanym rytmie (Egmont 2017)
  - Tom 4: Corrigan (Egmont 2017)
- Superman/Batman
  - Tom 1: Wrogowie publiczni (Egmont 2016)
  - Tom 2: Supergirl (Egmont 2016)
  - Tom 3: Władza absolutna (Egmont 2016)
  - Tom 4: Zemsta (Egmont 2016)
  - Tom 5: Wrogowie pośród nas (Egmont 2017)
  - Tom 6: Udręka (Eaglemoss 2018)
- Kryzys na Nieskończonych Ziemiach (Egmont 2016)
- Batman: Ziemia Jeden Tom 2 (Egmont 2016)
- Batman: Rok setny (Egmont 2016)
- Batman: Gotyk (Egmont 2016)
- Batman: Śmierć w rodzinie (Eaglemoss 2016)
- Batman/Judge Dredd (Egmont 2017)
- Batman: Świt mrocznego księżyca (Egmont 2018)
- Batman: Zjawy z przeszłości (Eaglemoss 2018)
- Powrót Mrocznego Rycerza: Ostatnia krucjata (Egmont 2018)
- Batman – Mroczny Rycerz: Rasa Panów (Egmont 2018)
- Batman: Rozbite miasto i inne opowieści (Egmont 2018)
- Batman: Pod kapturem (Eaglemoss 2018)
- Batman/Huntress: Zew krwi (Eaglemoss 2018)
- Batman: Czarna rękawica (Eaglemoss 2019)
- Batman: Dynastia Mrocznego Rycerza (Eaglemoss 2019)
- Ostatni kryzys (Egmont 2019)
- Batman: Mroczny książę z bajki (Egmont 2019)
- Batman: Biały Rycerz (Egmont 2019)
- Batman: Przeklęty (Egmont 2019)
- Batman: Szalona miłość i inne opowieści (Egmont 2019)
- Harleen (Egmont 2020)
- Batman: Ostatni rycerz na Ziemi (Egmont 2020)
- Joker: Zabójczy uśmiech (Egmont 2020)
- Powrót Mrocznego Rycerza: Złote dziecko (Egmont 2020)
- Batman: Klątwa Białego Rycerza (Egmont 2021)
- Batman: Sekta (Egmont 2021)
- Batman: Ego (Egmont 2021)
- Batman: Trzech Jokerów (Egmont 2021)
- Batman/Wojownicze Żółwie Ninja (Egmont 2021)
- Batman: Budowniczowie Gotham (Egmont 2021)
- Batman: Knightfall
  - Prolog (Egmont 2022)
  - Upadek Mrocznego Rycerza (Egmont 2022)
  - Krucjata Mrocznego Rycerza (Egmont 2022)
  - Koniec Mrocznych Rycerzy (Egmont 2023)
  - Nowy początek (Egmont 2023)

#### KolekcjaNowe DC Comics
- Batman 
  - Tom 1: Trybunał sów (Egmont 2013)[15]
  - Tom 2: Miasto sów (Egmont 2013)
  - Tom 3: Śmierć rodziny (Egmont 2014)
  - Tom 4: Rok zerowy – Tajemnicze miasto (Egmont 2014)
  - Tom 5: Rok zerowy – Mroczne miasto (Egmont 2015)
  - Tom 6: Cmentarna szychta (Egmont 2015)
  - Tom 7: Ostateczna rozgrywka (Egmont 2016)
  - Tom 8: Waga superciężka (Egmont 2017)
  - Tom 9: Bloom (Egmont 2017)
  - Tom 10: Epilog (Egmont 2017)
- Batman – Detective Comics 
  - Tom 1: Oblicza śmierci (Egmont 2013)[15]
  - Tom 2: Techniki zastraszania (Egmont 2013)
  - Tom 3: Imperium Pingwina (Egmont 2014)
  - Tom 4: Gniew (Egmont 2015)
  - Tom 5: Gothtopia (Egmont 2016)
  - Tom 6: Ikar (Egmont 2017)
  - Tom 7: Anarky (Egmont 2017)
- Wojna Robinów (Egmont 2017)
- Batman – Mroczny Rycerz 
  - Tom 1: Nocna trwoga (Egmont 2014)
  - Tom 2: Spirala przemocy (Egmont 2015)
  - Tom 3: Szalony (Egmont 2015)
  - Tom 4: Glina (Egmont 2016)
- Wieczne zło (Egmont 2015)
- Wieczne zło: Wojna w Arkham (Egmont 2016)
- Wieczny Batman
  - Tom 1 (Egmont 2016)
  - Tom 2 (Egmont 2016)
  - Tom 3 (Egmont 2016)
- Wieczni Batman i Robin
  - Tom 1 (Egmont 2017)
  - Tom 2 (Egmont 2017)
- Harley Quinn
  - Tom 1: Miejska gorączka (Egmont 2016)
  - Tom 2: Zamotana (Egmont 2016)
  - Tom 3: Cmok, cmok, bang, dziab! (Egmont 2017)
  - Tom 4: Do broni! (Egmont 2017)
  - Tom 5: Joker nie śmieje się ostatni (Egmont 2017)
  - Tom 6: Cała w czerni, bieli i czerwieni (Egmont 2017)
- Suicide Squad – Oddział Samobójców
  - Tom 1: Nadzorować i karać (Egmont 2016)
  - Tom 2: Zderzenie ze ścianą (Egmont 2017)
- All Star Western
  - Tom 1: Spluwy w Gotham (Egmont 2014)
  - Tom 2: Wojna Lordów i Sów (Egmont 2015)
  - Tom 3: Czarny diament (Egmont 2015)
- Szpon
  - Tom 1: Utrapienie Sów (Egmont 2014)
  - Tom 2: Upadek Sów (Egmont 2015)

#### KolekcjaDC Odrodzenie
- Batman
  - Tom 1: Jestem Gotham (Egmont 2017)
  - Noc ludzi potworów (Egmont 2017)
  - Tom 2: Jestem samobójcą (Egmont 2018)
  - Tom 3: Jestem Bane (Egmont 2018)
  - Tom 4: Wojna Żartów z Zagadkami (Egmont 2018)
  - Tom 5: Zaręczeni (Egmont 2019)
  - Tom 6: Narzeczona czy włamywaczka? (Egmont 2019)
  - Tom 7: Ślub (Egmont 2019)
  - Tom 8: Zimne dni (Egmont 2019)
  - Tom 9: Drapieżne ptaki (Egmont 2020)
  - Tom 10: Koszmary (Egmont 2020)
  - Tom 11: Upadek (Egmont 2020)
  - Tom 12: Miasto Bane'a (Egmont 2021)
- Batman – Detective Comics 
  - Tom 1: Powstanie Batmanów (Egmont 2017)
  - Tom 2: Syndykat ofiar (Egmont 2018)
  - Tom 3: Liga cieni (Egmont 2018)
  - Tom 4: Deus Ex Machina (Egmont 2019)
  - Tom 5: Życie w samotności (Egmont 2019)
  - Tom 6: Upadek Batmanów (Egmont 2019)
  - Tom 7: Wieczni Batmani (Egmont 2019)
  - Tom 8: Na zewnątrz (Egmont 2019)
  - Tom 9: Dwa oblicza Two-Face’a (Egmont 2020)
- All-Star Batman
  - Tom 1: Mój największy wróg (Egmont 2017)
  - Tom 2: Końce świata (Egmont 2018)
  - Tom 3: Pierwszy sojusznik (Egmont 2019)
- Batman/Flash: Przypinka (Egmont 2018)
- Harley Quinn
  - Tom 1: Umrzeć ze śmiechem (Egmont 2017)
  - Tom 2: Joker kocha Harley (Egmont 2018)
  - Tom 3: Krwiste mięso (Egmont 2018)
  - Tom 4: Niespodzianka (Egmont 2019)
  - Tom 5: Głosuj na Harley (Egmont 2020)
- Suicide Squad – Oddział Samobójców
  - Tom 1: Czarne więzienie (Egmont 2017)
  - Tom 2: Przy zdrowych zmysłach (Egmont 2018)
  - Tom 3: Płonąca baza (Egmont 2018)
  - Tom 4: Ziemianie w ogniu (Egmont 2019)
  - Tom 5: Zabij swoich bliskich (Egmont 2019)
  - Tom 6: Tajna historia Oddziału Specjalnego X (Egmont 2019)
- Nightwing
  - Tom 1: Lepszy niż Batman (Egmont 2017)
  - Tom 2: Blüdhaven (Egmont 2018)
  - Tom 3: Nightwing musi umrzeć (Egmont 2018)
  - Tom 4: Starzy i nowi wrogowie (Egmont 2019)
- Batman Metal
  - Tom 1: Mroczne dni (Egmont 2019)
  - Tom 2: Mroczni rycerze (Egmont 2019)
  - Tom 3: Mroczny wszechświat (Egmont 2019)
  - Batman, który się śmieje (Egmont 2020)
  - Batman, który się śmieje: Zarażeni (Egmont 2020)

#### KolekcjaUniwersum DC
- Batman – Detective Comics 
  - Tom 1: Mitologia (Egmont 2020)
  - #1000 (Egmont, 2020)
  - Tom 2: Rycerz z Arkham (Egmont 2020)
  - Tom 3: Pozdrowienia z Gotham (Egmont 2021)
  - Tom 4: Zimna zemsta (Egmont 2021)
  - Tom 5: Wojna Jokera (Egmont 2021)
  - #1027 (Egmont 2022)
  - Tom 6: Droga do zagłady (Egmont 2022)
- Batman kontra Deathstroke (Egmont 2020)
- Kryzys bohaterów (Egmont 2020)
- Lewiatan (Egmont 2020)
- DCeased: Nieumarli w świecie DC (Egmont 2020)
- DCeased: Niezniszczalni (Egmont 2021)
- DCeased: Nadzieja na końcu świata (Egmont 2022)
- DCeased: Martwa planeta (Egmont 2022)
- Batman
  - Tom 1: Ich mroczne plany (Egmont 2021)
  - Tom 2: Wojna Jokera (Egmont 2021)
  - Tom 3: Opowieści o duchach (Egmont 2022)

- Batman Death Metal
  - Tom 1 (2021)
  - Tom 2 (2021)
  - Tom 3 (2022)
  - Tom 4 (2022)

## Adaptacje

### Filmy kinowe

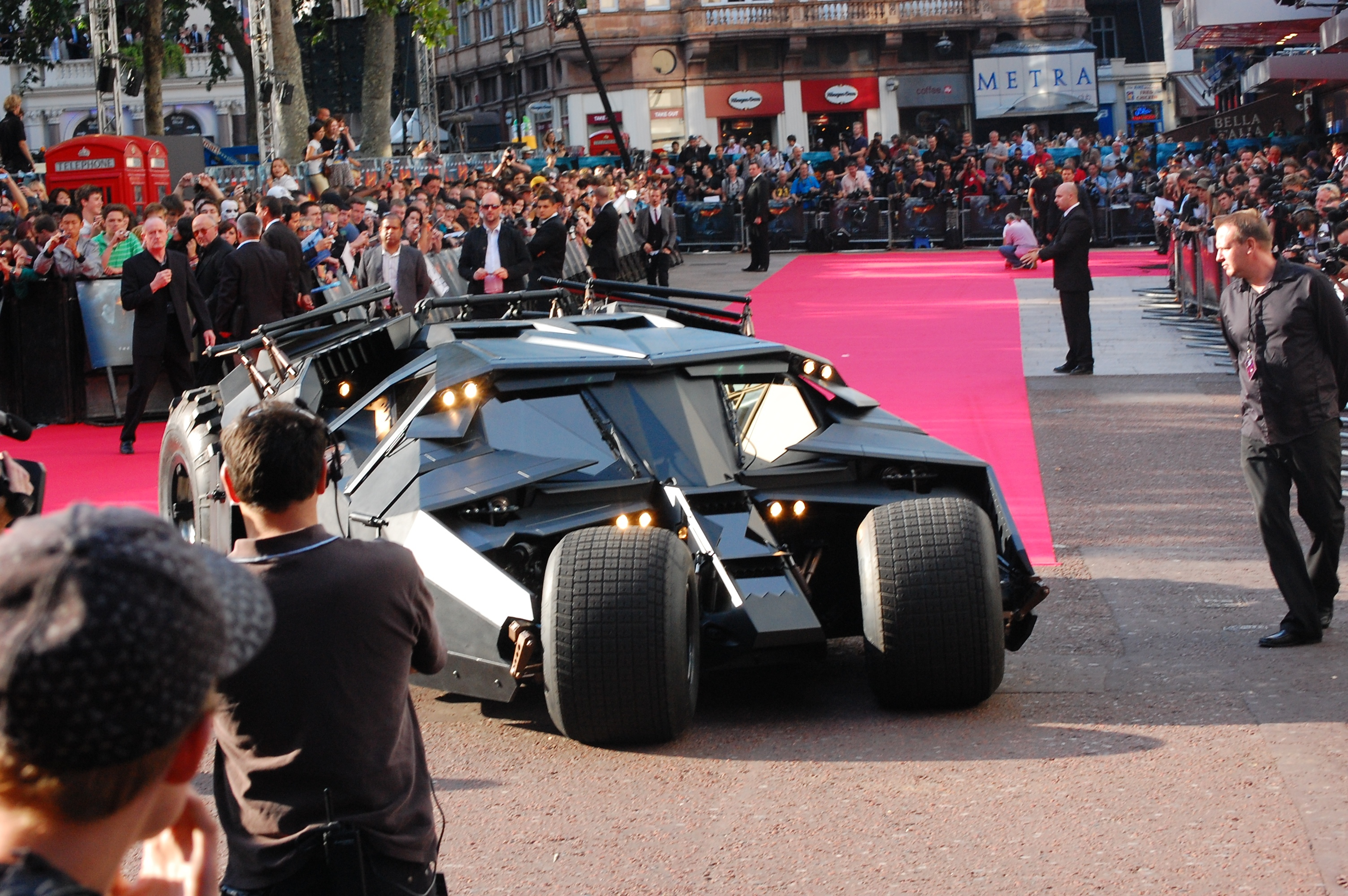
Batmobil na placu Leicester Square w Londynie, w trakcie premiery filmu Mroczny Rycerz (The Dark Knight).

- Batman zbawia świat (Batman: The Movie) – reż. Leslie H. Martinson(inne języki) (1966)
- Batman (Batman) – reż. Tim Burton (1989)
- Powrót Batmana (Batman Returns) – reż. Tim Burton (1992)
- Batman Forever (Batman Forever) – reż. Joel Schumacher (1995)
- Batman i Robin (Batman & Robin) – reż. Joel Schumacher (1997)
- Batman: Początek (Batman Begins) – reż. Christopher Nolan (2005)
- Mroczny Rycerz (The Dark Knight) – reż. Christopher Nolan (2008)
- Mroczny Rycerz powstaje (The Dark Knight Rises) – reż. Christopher Nolan (2012)
- Batman v Superman: Świt sprawiedliwości (Batman v Superman: Dawn of Justice) – reż. Zack Snyder (2016)
- Legion samobójców (Suicide Squad) – reż. David Ayer (2016)
- Liga Sprawiedliwości (Justice League) – reż. Zack Snyder (2017)[16].
- Liga Sprawiedliwości Zacka Snydera (Zack Snyder's Justice League) – reż. Zack Snyder (2021)
- Batman (The Batman) – reż. Matt Reeves (2022)

### Filmy animowane
- Batman: Maska Batmana (Batman: Mask of the Phantasm) – reż. Eric Radomski, Bruce Timm (1993)
- Batman i Mr. Freeze: Subzero (Batman & Mr. Freeze: SubZero) – reż. Boyd Kirkland (1998)
- Batman i Superman (The Batman Superman Movie: World’s Finest) – reż. Toshihiko Masuda (1998)
- Batman: Powrót Jokera (Batman Beyond: Return of the Joker) – reż. Curt Geda (2000)
- Batman: Tajemnica Batwoman (Batman: Mystery of the Batwoman) – reż. Curt Geda (2003)
- Batman kontra Drakula (The Batman vs. Dracula) – reż. Sam Liu, Brandon Vietti, Seung Eun Kim (2005)
- Liga Sprawiedliwych: Nowa granica (Justice League: The New Frontier) – reż. Dave Bullock (2008)
- Batman: Rycerz Gotham (Batman: Gotham Knight) – reż. Yoshiaki Kawajiri, Yasuhiro Aoki, Futoshi Hiqashide, Toshiyuki Kubooka, Hiroshi Morioka, Shoujirou Nishimi (2008)
- Superman/Batman: Wrogowie publiczni (Superman/Batman: Public Enemies) – reż. Sam Liu (2009)
- Scooby-Doo spotyka Batmana – reż. William Hanna, Joseph Barbera (2002[17])
- Liga Sprawiedliwych: Kryzys na dwóch Ziemiach (Justice League: Crisis on Two Earths) – reż. Lauren Montgomery, Sam Liu (2010)
- Batman: W cieniu Czerwonego Kaptura (Batman: Under the Red Hood) – reż. Brandon Vietti (2010)
- Superman/Batman: Apokalipsa (Superman/Batman: Apocalypse) – reż. Lauren Montgomery (2010)
- Batman: Rok pierwszy (Batman: Year One) – reż. Lauren Montgomery, Sam Liu (2011)
- Liga Sprawiedliwych: Zagłada (Justice League: Doom) – reż. Lauren Montgomery (2012)
- Batman DCU: Mroczny Rycerz – Powrót (Batman: The Dark Knight Returns) – reż. Jay Oliva (cz. 1 – 2012, cz. 2 – 2013)
- Liga Sprawiedliwych: Zaburzenie kontinuum – reż. Jay Oliva (2013)
- Justice League: War(inne języki) – reż. Jay Oliva (2013)
- Lego Batman. Moc superbohaterów DC (2013)[18]
- Lego: Przygoda (The Lego Movie) – reż. Phil Lord(inne języki) i Chris Miller (2014)
- Syn Batmana (Son of Batman) – reż. Ethan Spaulding (2014)
- Batman: Atak na Arkham (Batman: Assault on Arkham) – reż. Jay Oliva (2014)
- Liga Sprawiedliwych: Bogowie i potwory reż. Sam Liu(inne języki) (2015)
- Liga Sprawiedliwości: Tron Atlantydy (Justice League: Throne of Atlantis) – reż. Spaulding Ethan (2015)
- Batman kontra Robin (Batman vs. Robin)  – reż. Jay Oliva (2015)
- Batman Unlimited: Miasto w mroku (Batman Unlimited: Monster Mayhem)  – reż. Butch Lukic (2015)
- Batman Unlimited: Zwierzęcy instynkt (Batman Unlimited: Animal Instincts)  – reż. Butch Lukic (2015)
- Lego Liga Sprawiedliwości kontra Liga Bizarro (2015)[19]
- Lego Liga Sprawiedliwości: Legion Zagłady (2015)[20]
- Batman Bad Blood – reż. Jay Oliva (2016)
- Batman: The Killing Joke – reż. Sam Liu (2016)
- Lego Liga Sprawiedliwości: Kosmiczne starcie (2016)[21]
- Lego Liga Sprawiedliwości: Na ratunek Gotham(2016)[22]
- Batman Unlimited: Maszyny kontra mutanci  (2016)[23]
- Lego Batman: Film – reż. Chris McKay (2017)
- Liga Sprawiedliwych: Mrok (2017)
- Batman kontra Dwie Twarze (2017)
- Batman: Gotham by Gaslight (2018)
- Scooby-Doo i Batman: Odważniaki i straszaki (2018)
- Batman Ninja (2018)[24]
- Lego Przygoda 2 (The Lego Movie 2: the second part) – reżyser Mike Michell (2019)
- Przygoda z Batmanem, serial: ScoobyDoo i... zgadnij kto? (2019)[25]

### Seriale aktorskie

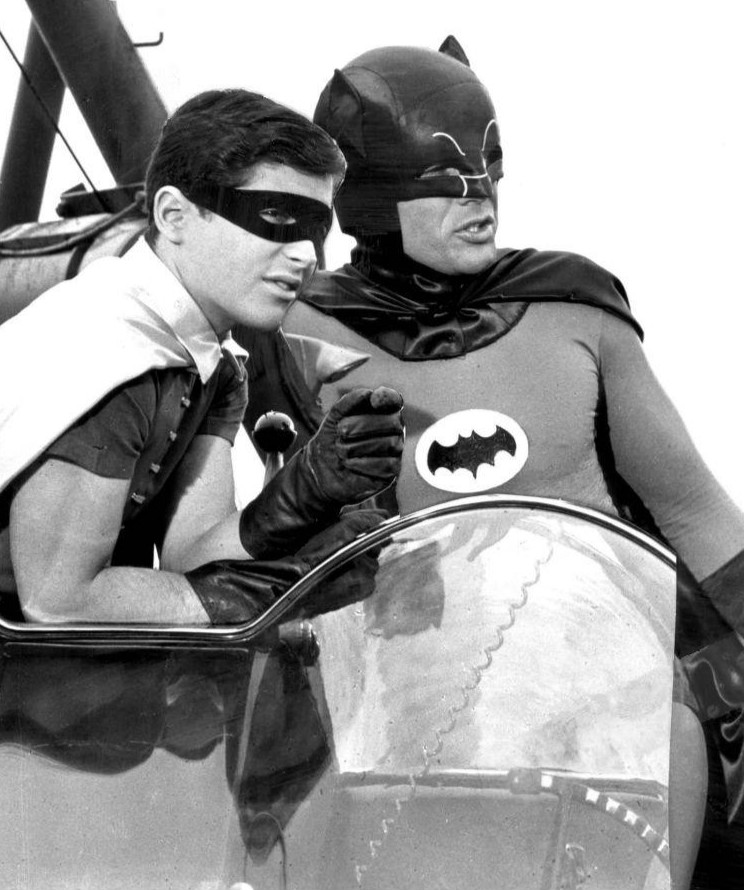
Adam West jako Batman oraz Burt Ward jako Robin w serialu telewizyjnym z lat 60.

- Batman – reż.: Lambert Hillyer (1943)
- Batman and Robin – reż.: Spencer Gordon Bennet (1949)
- Batman – reż.: Leslie H. Martinson (1966–1968)
- Ptaki nocy (Birds of Prey) – twórca: Laeta Kalogridis (2002–2003)
- Gotham – twórca: Bruno Heller(inne języki) (2014–2019)

### Seriale animowane
- Batman (1966–1968)
- The Adventures of Batman (1968–1969)
- The Adventures of Batman and Robin the Boy Wonder (1969)
- The New Adventures of Batman (1977–1978)
- Super Friends (1973–1974)
- Super Friends (1973–1986)
- The All-New Super Friends Hour (1977–1978)
- Challenge of the Super Friends (1978)
- The World’s Greatest Super Friends (1979–1980)
- Super Friends (1980–1982)
- Super Friends: The Legendary Super Powers Show (1984–1985)
- The Super Powers Team: Galactic Guardians (1985–1986)
- Batman (1992–1995)
- The New Batman Adventures (1997–1999)
- Batman przyszłości (1999–2001)
- Liga Sprawiedliwych (2001–2004)
- Liga Sprawiedliwych bez granic (2004–2006)
- Batman (2004–2007)
- Batman: Odważni i bezwzględni (2008–2011)
- Liga Młodych (2011–2013)
- Beware the Batman(inne języki) (2013–2014)

### Gry
- Batman (Ocean Software, 1989)
- Batman (Sunsoft, 1989)
- Batman Returns(inne języki) (1992)
- Batman Forever(inne języki) (1995)
- Batman Of The Future: Return Of The Joker(inne języki) (2000)
- Batman Vehicle Adventure (2001)[26]
- Batman: Zemsta (Batman: Vengeance, 2001)
- Batman: Dark Tommorow (2003)
- Batman: Sprawiedliwość Ponad Wszystko (Batman: Justice Unbalanced, 2003)
- Batman: Toksyczny chłód (Batman: Toxic Chill, 2003)
- Batman: Rise Of Sin Tsu (2003)
- Batman Begins: The Videogame (2005)
- Justice League Heroes(inne języki) (2006)
- Lego Batman: The Video Game (2008)
- Batman: Arkham Asylum (2009)
- Batman: Arkham City (2011)
- Lego Batman 2: DC Super Heroes(inne języki) (2012)
- Gotham City Impostors (2012)
- Batman: Arkham Origins (2013)
- Lego Batman 3: Beyond Gotham(inne języki) (2014)
- Batman: Arkham Knight (2015)
- Batman – The Telltale Series (2016)
- Lego Dimensions (2015)
- Lego DC Super-villians (2018)